# Toropamecia reticulata
Toropamecia reticulata är en tvåvingeart som först beskrevs av Johnson 1913.  Toropamecia reticulata ingår i släktet Toropamecia och familjen markflugor.
Artens utbredningsområde är Florida. Inga underarter finns listade i Catalogue of Life.